# 毛鵬
毛鵬（1522年—1565年），字汝南，號雙渠，直隸真定府冀州棗強縣人，民籍，明朝政治人物。

## 生平
嘉靖二十五年（1546年）丙午科順天府鄉試第十五名舉人。嘉靖二十六年（1547年）聯捷丁未科會試第二百五十二名，登第三甲第一百五十名進士。授江阴县知县，三十一年正月选授湖广道試御史，七月實授，三十二年巡按直隶宣大等处，三十六年巡按山东，三十九年十月升南京太仆寺少卿，四十一年二月升都察院右佥都御史、巡抚宁夏，四十三年七月升右副都御史、提督雁门等关兼巡抚山西，十月以疾乞归。

## 家族
曾祖毛福；祖父毛從善；父毛澤，母賀氏。重庆下。弟鷙、鶩、鷴、鹗。子毛有孚、毛有斐。